# 欧皮诺
欧皮诺是西班牙加利西亚自治区拉科鲁尼亚省的一个市镇，靠近圣地亚哥-德孔波斯特拉机场，下辖有13个堂區。

## 图集

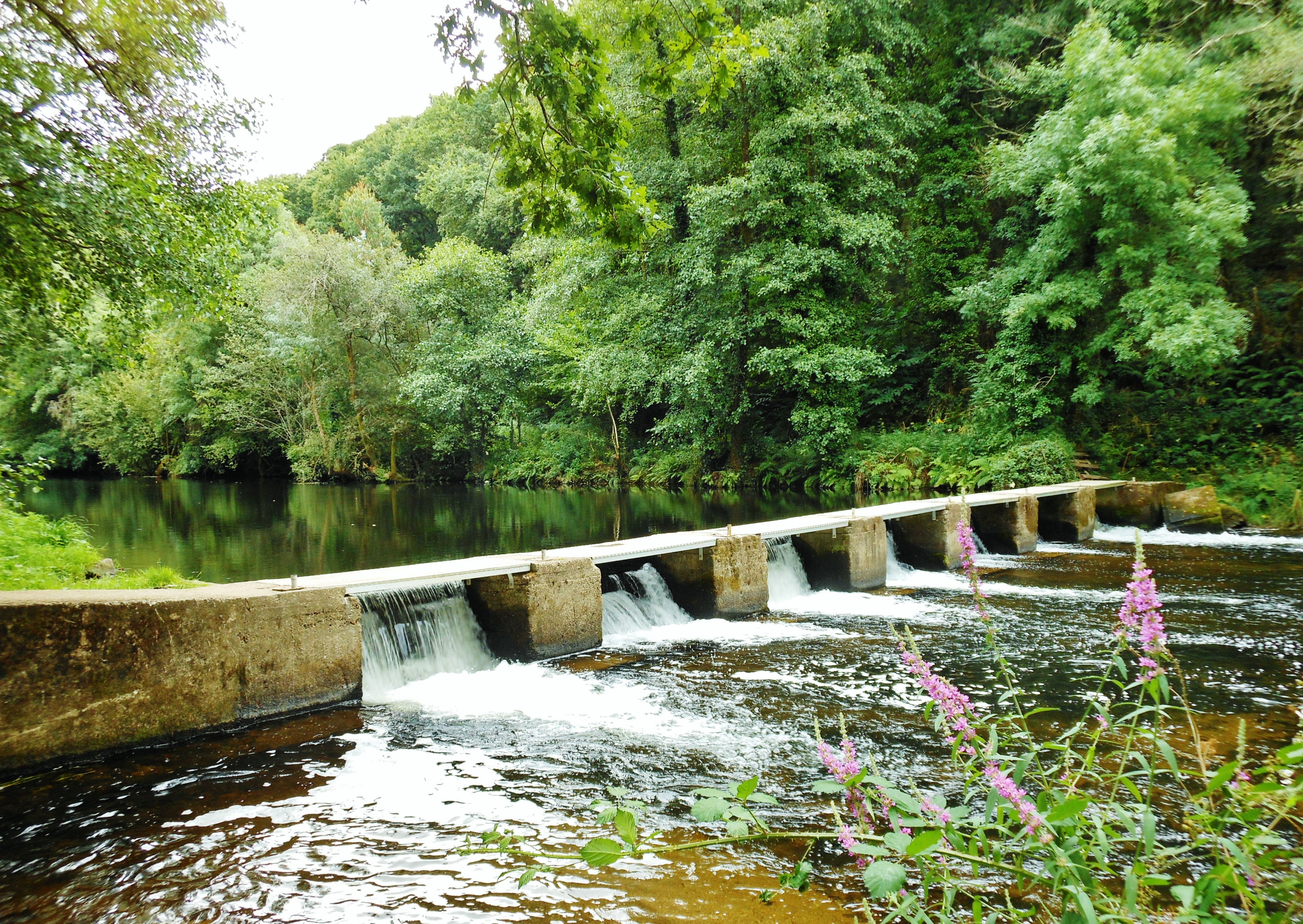
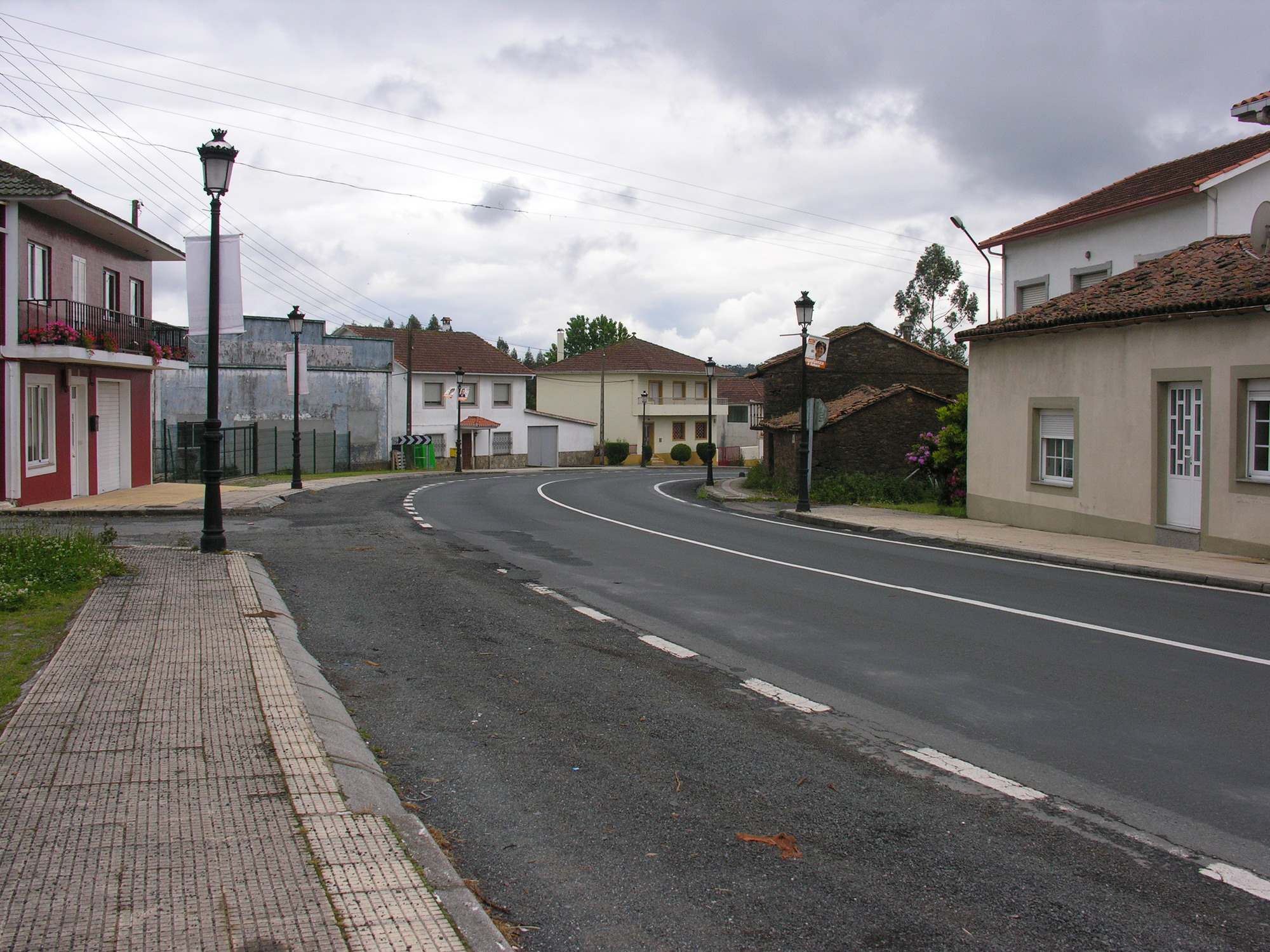
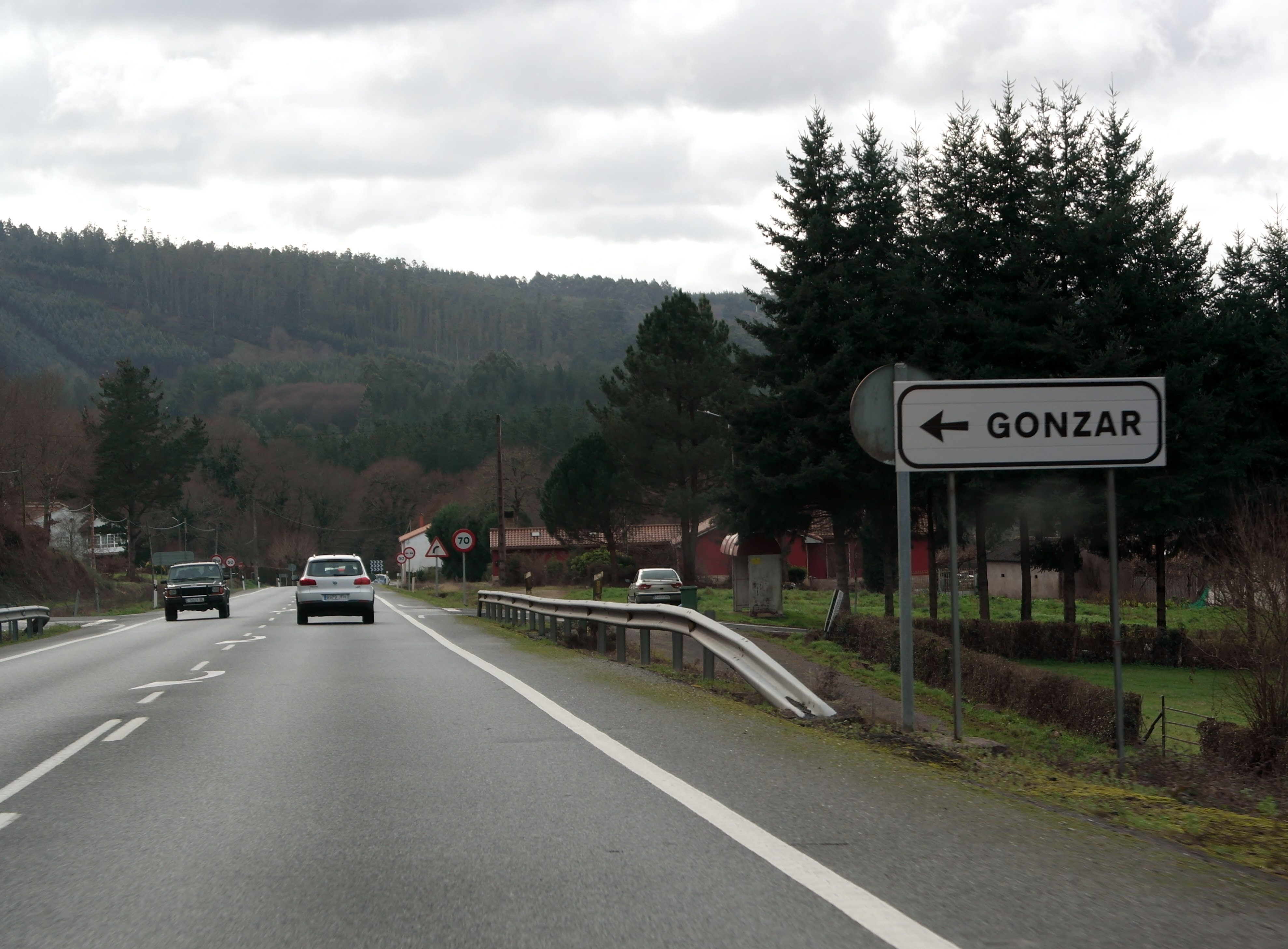

## 人口
| 欧皮诺历史人口变化图   |
|                        |
| 来源：西班牙国家统计局 |